# Planina pri Cerknem
Planina pri Cerknem – wieś w Słowenii, w gminie Cerkno. W 2018 roku liczyła 136 mieszkańców.